# دارتانیان
دارتانیان (زاده ۱۶۱۰ ـ درگذشت ۱۶۷۳) افسر تفنگدار فرانسوی در زمان لوئی چهاردهم بود. وی در جنگ فرانسه و هلند در محاصرهٔ ماستریخت کشته شد. دارتانیان (البته به شکل تخیلی و داستانی) قهرمان برخی رمان‌ها، ازجمله سه تفنگدار نوشتهٔ اَلکساندر دوما بوده است.

ویلی دورانت در مورد دستگیری نیکولا فوکه به دست دارتانیان می‌نویسد:
پادشاه در کمین نشست تا مدارک خیانتکاری رئیس کل دارایی تکمیل شوند. در روز پنجم سپتامبر به رئیس تفنگدارانش دستور داد که فوکه را دستگیر کند. (این تفنگدار موسوم به شارل دو باتز، ملقب به سیور د/آرتانیان، قهرمان معروف رمان آلکساندر دومای پدر بود)